# 黃症病毒科
黃症病毒科（學名：Luteoviridae）是病毒的一个科。

## 分類
本科包括三个属，如下：
- 變黃病毒屬（Luteovirus）：模式種：大麥黃矮病毒PAV（Barley yellow dwarf virus-PAV）
- 馬鈴薯葉捲病毒屬（Polerovirus）：模式種：馬鈴薯捲葉病毒（Potato leafroll virus）
- 突起鑲嵌病毒屬（Enamovirus）：模式種：豌豆腫突鑲嵌病毒-1（Pea enation mosaic virus-1）